# Bold Ruler
Bold Ruler, un cavallo da corsa nato il 6 aprile 1954 e deceduto l’11 luglio 1971, fu un purosangue americano nominato nel 1957 cavallo dell’anno dopo una campagna in cui era arrivato sul podio nelle competizioni di Preakness Stakes e Trenton Handicap; in quest’ultima sconfisse Round Table e Gallant Man, due cavalli che, in seguito, sarebbero stati inclusi nella Hall of Fame delle corse ippiche. Venne inoltre eletto migliore sprinter americano all’età di quattro anni. Una volta terminata l'attività agonistica, Bold Ruler divenne il padre di numerosi cavalli purosangue che, per otto anni (di cui sette consecutivi), ottennero una quantità di premi monetari tali da far aggiudicare al genitore il riconoscimento di miglior padre di cavalli purosangue in Nord America.
Attualmente è ricordato soprattutto come il padre di Secretariat, vincitore della Triple Crown; è stato anche il nonno di Seattle Slew, anch’esso vincitore della Triple Crown.

## Storia
Allevato dalla Wheatley Stable di Gladys Mills Phipps, Bold Ruler fu partorito il 6 aprile 1954, presso la fattoria di Claiborne, nel Kentucky. Suo padre era Nasrullah, che aveva vinto gare importanti sia in Europa che in Nord America. La madre di Bold Ruler era la velocista Miss Disco, figlia di Discovery. Per una coincidenza, Bold Ruler e il suo avversario Round Table furono partoriti nella stessa notte a Claiborne, ed entrambi tornarono a stare lì come stalloni, dopo la conclusione della loro carriera. Il suo addestratore fu Sunny Jim Fitzsimmons, mentre il fantino fu Eddie Arcaro.
Bold Ruler era un grande cavallo con le gambe lunghe: misurava 165 cm in piedi, possedeva un dorso imponente, un potente posteriore e un'anca lunga e inclinata che scendeva su una zampa posteriore diritta. Questa conformazione può tutt’ora essere trovata, specialmente nei cavalli discendenti da Seattle Slew.

## La carriera
L'annata del 1954 è considerata una delle migliori del ventesimo secolo, poiché vide la nascita di tre cavalli della Hall of Fame (Bold Ruler, Gallant Man e Round Table), del fuoriclasse Gen. Duke e del vincitore del Kentucky Derby, Iron Liege. Bold Ruler si distinse per la sua velocità pura, unita al coraggio che gli permise di superare infermità che andavano dall'artrite cronica al dolore.
All'età di due anni, Bold Ruler vinse sette gare, tra cui Youthful e Juvenile e i Futurity Stakes. Tuttavia, si infortunò alla parte posteriore negli Youthful Stakes dopo aver sbattuto contro il cancello di partenza, sviluppando quindi un problema al garretto. Non corse nel Garden State Stakes, una delle gare più prestigiose per cavalli di due anni, e dovette lasciare il titolo di campione di due anni al vincitore, Barbizon.

### I tre anni di Bold Ruler
Bold Ruler iniziò la sua campagna dei tre anni in Florida vincendo il Bahamas Stakes il 30 gennaio 1957, eguagliando il record preesistente. Arrivò poi secondo negli Everglade Stakes, prima di infrangere il record preesistente nella Flamingo Stakes. Il 30 marzo, nel Florida Derby, arrivò secondo dopo Gen. Duke, che ottenne il record mondiale di 1:46 4/5.
Bold Ruler fu in seguito spedito a nord verso l'Aqueduct Racetrack a New York per il Wood Memorial Stakes, dove era tra i primi due preferiti tra sette partecipanti. Iniziò la corsa con un vantaggio di quattro lunghezze, ma Gallant Man gli stette addosso chiudendolo gradualmente portandosi avanti. Bold Ruler reagì respingendo Gallant Man poco prima della fine e stabilendo un nuovo record di 1:48 4/5.
I favoriti per il Kentucky Derby del 1957, tenutosi il 4 maggio, erano Gen. Duke della fattoria Calumet, che aveva sconfitto Bold Ruler nel Florida Derby, e il più leggero Iron Liege. Tuttavia, Gen. Duke venne escluso dopo essere diventato zoppo poco prima della gara, consentendo così a Bold Ruler di rientrare tra i possibili vincitori. Bold Ruler si scontrò con la moderazione di Arcaro mentre gareggiava per il comando contro Federal Hill: la contesa continuò quasi fino alla fine, ma si affievolì in dirittura d'arrivo, quando Bold Ruler si ritrovò quarto dietro a Iron Liege. La gara divenne nota perché Gallant Man, il favorito, perse quest'occasione perché il fantino, Bill Shoemaker, aveva giudicato male la posizione del traguardo.
Fitzsimmons in seguito rivelò che Bold Ruler soffriva per un dolore alla bocca a causa di un incidente: a un anno di età si era quasi tagliato la lingua in due cercando di mordere un animale nella sua stalla. Dopo il Derby, Fitzsimmons decise di usare una striscia di stoffa per legare la lingua del puledro, alleviando il dolore causato dal morso. Nel Preakness Stakes del 18 maggio, Bold Ruler rispose con una vittoria in prima fila, con Iron Liege confinato al secondo posto, a due lunghezze di distanza. In questo caso Arcaro aveva lasciato correre Bold Ruler al suo ritmo; solo in seguito rivelò che la sconfitta al Derby era da attribuirsi al suo tentativo di trattenere il puledro.
Gallant Man aveva messo da parte la corsa al Preakness, vincendo invece i Peter Pan Stakes il 1 giugno.  I due cavalli si incontrarono di nuovo ai Belmont Stakes il 15 giugno, con Bold Ruler che diventò il favorito del 17-20, mentre Gallant Man e il suo compagno di scuderia, Bold Nero, andarono tra il 19 e il 20. Bold Ruler era andato in testa alla classifica ma fu sfidato da vicino da Bold Nero. I due si appropriarono rapidamente delle prime posizioni, ma, poco dopo, prima Bold Nero e poi anche Bold Ruler vacillarono. Bold Ruler ottenne il terzo posto, ma era così stanco dopo la gara che non voleva tornare al recinto in cui avrebbe tolto la sella. Gallant Man vinse in modo convincente stabilendo un record americano in 2:26 3⁄5 per 2.4 km. Questo record rimase imbattuto fino al 1973 quando lo infranse Secretariat, il figlio di Bold Ruler.
A Bold Ruler venne concesso un lungo riposo per riprendersi dalla gara e da numerosi problemi fisici. Alla fine tornò in pista nel Times Square Handicap il 9 settembre, in cui trasportava un peso massimo di 58 kg. Partendo come favorito 17-20, vinse in prima linea per 5 1⁄2 lunghezze. Fece seguire a questa una vittoria di sei lunghezze nel Jerome Handicap il 14 settembre mentre trasportava circa 59 kg. Lì, Arcaro riuscì a far andare il puledro a un ritmo rapido. "È un puledro diverso" disse Arcaro. "Ha perso tante abitudini sciocche e si muove esattamente come dovrebbe."
Il 28 settembre, Bold Ruler partecipò ai Woodward Stakes sulla distanza di 1 1⁄4 miglia. Tra i suoi rivali rientravano Gallant Man, che era in un periodo di vittorie durato sei gare consecutive, e Dedicate, un cavallo di alto livello più anziano. Bold Ruler era partito bene, ma si piazzò subito dopo al secondo posto dietro a Reneged, che aveva mantenuto un ritmo veloce. Con tre furlong rimasti, Bold Ruler entrò in gioco per aggiudicarsi il comando mentre Gallant Man e Dedicate erano decisi a chiudergli il terreno. I quattro cavalli erano fianco a fianco all'ottava pole quando Dedicate prese il controllo della gara vincendo di 1 lunghezza e mezzo su Gallant Man, con Bold Ruler al terzo posto.
Nel Vosburgh Handicap, il 9 ottobre, Bold Ruler si aggiudicò il carico con il peso maggiore tra otto partecipanti, sei dei quali erano cavalli più grandi. Combatté per il vantaggio iniziale con Nearctic, riuscendo poi ad affermarsi, vincendo per nove lunghezze. Nonostante corresse su una pista fangosa, stabilì un record di 1:21 2⁄5 per sette furlong.
Il 19 ottobre, Bold Ruler trasportò più di 60 kg nel Queens County Handicap, regalando dagli 8 ai 10.5 kg ai suoi avversari. Tentò di aprire un vantaggio di sei lunghezze prima di essere rallentato nel tratto finale: il margine di vittoria fu di 2 lunghezze e mezzo. La serie positiva continuò con una vittoria schiacciante nel Benjamin Franklin Handicap il 2 novembre, vincendo di 12 lunghezze nonostante un carico di oltre 61 chili e mezzo. Il fantino Bill Hartack, in sella al terzo classificato, dopo la gara, "Non so quanto sia bravo Bold Ruler. Non mi sono mai avvicinato abbastanza per riuscire a vederlo".
Con un record di dieci vittorie su 15 nel corso del 1957, Bold Ruler era considerato solamente il terzo miglior cavallo di tre anni del paese. Gallant Man aveva vinto otto gare, incluse le vittorie su Bold Ruler a Belmont e Woodward, mentre Round Table aveva accumulato 14 vittorie su superfici sterrate ed erbose, principalmente in California. La gara per aggiudicarsi il riconoscimento di cavallo dell'anno sarebbe stata decisa nel Trenton Handicap a 1 1⁄4 miglia il 9 novembre, in quello che gli esperti delle corse nordamericane ricordano come uno dei più emozionanti incontri con tre cavalli deputati alla vittoria. A Round Table e Gallant Man furono assegnati circa 56 kg mentre Bold Ruler partì con soli 55 kg. Bold Ruler passò in testa, aprendo un vantaggio di sette o otto lunghezze e posizionandosi nella curva più lontana. Gallant Man aveva sigillato il vantaggio a quattro lunghezze nella parte superiore del tratto e sembrava che potesse affrontare una sfida. Arcaro poi guardò indietro a decifrare la situazione: vedendosi Gallant Man alle calcagna, frustò Bold Ruler, che in risposta continuò a trattenere Gallant Man a 2 lunghezze e mezzo di distanza. Round Table fu relegato alla terza posizione. "Non pensavo che mi avrebbero permesso di arrivare così lontano davanti", disse Arcaro dopo la fine della corsa, parlando delle sue strategie. "Pensavo che mi sarebbero stati addosso dal palo di mezzo miglio in poi, ma non lo hanno fatto."
Le esibizioni di quell'anno valsero a Bold Ruler il titolo di migliore cavallo americano di tre anni. Nel sondaggio Horse of the Year organizzato dagli editori di "Daily Racing Form" ricevette 16 voti, riuscendo a sconfiggere gli avversari Gallant Man (9 voti) e Dedicate (4 voti). Dedicate era stato preferito, in maniera poco chiara, a Bold Ruler nel premio Thoroughbred Racing Association, ma la vittoria spettò a Bold Ruler in un terzo sondaggio condotto dalla rivista "Turf and Sport Digest", in cui fu proclamato Cavallo dell'Anno.

### Il campione dei quattro anni
All'età di quattro anni, Bold Ruler portò tra i 60 e i 61 chili e mezzo nelle sue sette partenze, fu il favorito in tutte e sette e ne vinse cinque. Riportò la vittoria con una distanza di sei furlong nell'Handicap Toboggan a 1 1⁄4 miglia nel Suburban Handicap e nel Monmouth Handicap.
Bold Ruler iniziò l'anno in Florida, ponendosi come obiettivo uno sprint di sette furlong per il suo debutto a gennaio, poi al Widener Handicap a febbraio. Tuttavia, in entrambi i casi si infortunò poco prima della gara e gli venne concesso del tempo per riprendersi. Il debutto fu quindi posticipato al Jamaica Racetrack di fine marzo, ma subì un altro rinvio: a quanto pare, Bold Ruler non poté gareggiare fino al 17 maggio, nel Toboggan Handicap, registrando uno sprint di sei furlong a Belmont Park. Portando un peso massimo di 60 kg, finì la prima corsa piazzandosi al terzo posto, quindi scattò lungo il tratto finale per vincere, infine, di mezza lunghezza su Clem, che trasportava solo 53 kg.
Il 30 maggio, nel Carter Handicap, Bold Ruler si trovò di nuovo faccia a faccia con il suo vecchio rivale Gallant Man, che stava facendo il suo debutto stagionale. A Bold Ruler vennero assegnati 61 kg rispetto ai 58 di Gallant Man. Bold Ruler si era nuovamente piazzato grazie a un buon ritmo iniziale, mentre Gallant Man era molto distante. Gallant Man concluse la gara facendo una lunga corsa per arrivare terzo, ma non riuscì a minacciare Bold Ruler, che concluse la corsa con una vittoria di 1 lunghezza e mezzo.
Il 14 giugno Gallant Man conquistò, però, la sua rivincita nel Metropolitan Handicap, chiudendosi da dietro per superare Bold Ruler in prima fila in un tratto profondo. Arcaro attribuì la sconfitta all'ingente peso di più di 61 kg combinato con un forte vento contrario, che avrebbe influenzato la fine della corsa.
Per la partenza successiva di Bold Ruler, Fitzsimmons dovette affrontare la scelta di portare 62 chili e mezzo nel Roseben Handicap, correndo alla distanza preferita di Bold Ruler di sette furlong, o trasportare 60 kg nel Brooklyn Handicap, di oltre nove furlong. Fitzsimmon scelse la gara più lunga con un peso inferiore, spiegando: "Non mi dispiace che i cavalli vengano fatti sforzare. L'unico modo per evitarlo è tenerli nella stalla. Ma devo mantenere questo cavallo sano e non credo che aumentare il carico mi aiuti a farlo." Bold Ruler mise tutti a tacere con una vittoria di cinque lunghezze, stabilendo un nuovo record.
Il 4 luglio, Bold Ruler arrivò a percorrere a una distanza di 10 furlong nel Suburban Handicap mentre trasportava quasi 61 kg - almeno 8 kg in più rispetto a tutti i suoi rivali. Si trovò a fronteggiarsi con Clem e Beau Diable per il primo mezzo miglio, tagliando poi la corsia, riuscendo ad aprirsi un vantaggio di tre lunghezze mentre stavano facendo una curva prima del turno finale. Durante quel tratto, Clem iniziò a chiudergli il terreno portandosi in avanti con la testa ma venne sorpreso da Bold Ruler che si avvicinò sempre più negli ultimi istanti per poi vincere con la punta del muso.
Nonostante avesse fatto solo due partenze durante l'anno con distanze inferiori al miglio, Bold Ruler fu nuovamente nominato migliore cavallo di sprint americano del 1958.

## Discendenza
Bold Ruler fu padre di 11 campioni:
1. Lamb Chop (1960) - American Champion Three-Year-Old Filly
2. Bold Bidder (1962) - American Co-champion Older Male Horse (1966)
3. Bold Lad (1962) - American Champion Two-Year-Old Colt
4. Queen Empress (1962) - American Champion Two-Year-Old Filly
5. Gamely (1964) - American Champion Three-Year-Old Filly, American Champion Older Female Horse (1968–69), Hall of Fame (1980)
6. Bold Lad (IRE) (1964) - Top rated British Two-Year-Old, bred and raced by Gladys Phipps' sister, Beatrice Mills Forbes, Countess Granard.
7. Successor (1964) - American Champion Two-Year-Old Colt
8. Queen of the Stage (1965) - American Champion Two-Year-Old Filly
9. Vitriolic (1965) - American Champion Two-Year-Old Colt
10. Secretariat (1970) - 9th U.S. Triple Crown Champion, American Horse of the Year (1972–73), 1972 Champion Two-Year-Old Colt, 1973 Champion Three-Year-Old colt, 1973 American Champion Turf Horse, Hall of Fame (1974)
11. Wajima (1972) - American Champion Three-Year-Old Male Horse

Inoltre fu il nonno americano dominante negli anni '70. Il suo albero genealogico include:
- Bold and Brave, padre di Bold 'n Determined, eletto nella Hall of Fame nel 1997.
- Bold Bidder, padre di Cannonade e Spectacular Bid.
- Bold Commander, padre di Dust Commander.
- Boldnesian, padre di Bold Reasoning.
- Irish Castle, padre di Bold Forbes.
- Raja Baba, padre dominante nel 1980.
- Reviewer, padre di Ruffian.
- Top Command, padre di Mom's Command.
- Secretariat, padre di Risen Star e Lady's Secret.
- What A Pleasure, padre di Foolish Pleasure.

## Morte ed eredità
Bold Ruler fu il primo cavallo a venire trattato con la radioterapia quando gli fu diagnosticato un cancro al petto nel 1971. Morì alla Claiborne Farm il 12 luglio 1971 e vi fu sepolto. Nel 1973, è stato inserito postumo nel National Museum of Racing e nella Hall of Fame. Bold Ruler è stato inserito al n. 19 nella classifica dei primi 100 campioni di corse di cavalli purosangue degli Stati Uniti del ventesimo secolo, redatta dalla rivista "Blood-Horse". Il Bold Ruler Handicap ad Aqueduct è chiamato così in suo onore.

## Pedigree
Pedigree di Bold Ruler:
| Padre Nasrullah  | Nonno Nearco       | - Pharos - Nogara         |
| Padre Nasrullah  | Nonna Mumtaz Begum | - Blenheim - Mumtaz Mahal |
| Madre Miss Disco | Nonno Discovery    | - Display - Ariadne       |
| Madre Miss Disco | Nonna Outdone      | - Pompei - Sweep Out      |